# Δ1-ピペリデイン-2-カルボン酸レダクターゼ
Δ1-ピペリデイン-2-カルボン酸レダクターゼ(Δ1-piperideine-2-carboxylate reductase)は、リシン分解酵素の一つで、次の化学反応を触媒する酸化還元酵素である。
L-ピペコリン酸 + NADP+ {\displaystyle \rightleftharpoons } Δ1-ピペリデイン-2-カルボン酸 + NADPH + H+
反応式の通り、この酵素の基質はL-ピペコリン酸とNADP+、生成物は3,4,5,6-テトラヒドロピリジン-2-カルボン酸とNADPHとH+である。
組織名はL-pipecolate:NADP+ 2-oxidoreductaseで、別名に1,2-didehydropipecolate reductase, P2C reductase, 1,2-didehydropipecolic reductaseがある。